# Онноре, Леон
Леон Антуан Анатоль Онноре́ (фр. Léon-Antoine-Anatole Honnoré; 12 октября 1859, Санс — 1930) — французский композитор.
Окончил Парижскую консерваторию в 1877 году по классу фортепиано. Преподавал музыку в парижском пригороде Аньере.
Дважды был удостоен Академией изящных искусств премии имени Россини, оба раза за кантаты на либретто братьев Эжена и Эдуара Адени — «Изида» (фр. Isis) и «Альда и Роланд» (фр. Aude et Roland, на любовный сюжет из Песни о Роланде); Артюр Пужен, однако, нашёл музыку одной из них бледной и банальной, Луиджи Торки несколько снисходительнее отозвался о другой из них, охарактеризовав музыку Онноре как ясную и достаточно правильную, но лишённую новизны и вдохновения. Опера Онноре «Шива» (фр. Siva, первоначальное название «Рудра», по одному из имён индийского бога, либретто Жана Кузена, выступавшего под псевдонимом Сен-Лют) была в 1897 году удостоена тою же академией Премии Крессана и в 1898 году поставлена в Руане. Написал также оперу «Заступник» (фр. Le Justicier; 1901, либретто Камиля де Сент-Круа).
К настоящему времени музыка Онноре полностью забыта, за исключением Концертного этюда для альта с оркестром или фортепиано Op. 23 (1890), посвящённого первому крупному французскому альтисту Теофилю Лафоржу и использованному в 1904 году в качестве экзаменационной пьесы в классе альта Парижской консерватории; в 2015 году эту пьесу записал Лоуренс Пауэр.